# Imantocera sumbaensis
Imantocera sumbaensis är en skalbaggsart som beskrevs av Franz 1972. Imantocera sumbaensis ingår i släktet Imantocera och familjen långhorningar. Inga underarter finns listade i Catalogue of Life.